# Bromsta
Bromsta är en småort i Odensala socken i Sigtuna kommun i Stockholms län, belägen norr om Märsta.